# Out from Out Where
Out From Out Where is het vierde album uit 2002 van Amon Tobin onder Ninja Tune. Veel van de nummers segue aan elkaar. Videoclips waren gemaakt voor "Verbal" en "Proper Hoodidge", geregisseerd door Alex Rutterford en Corine Stübi.

## Tracklist
Alle nummers zijn door Amon Tobin geschreven.
1. "Back From Space" – 4:52
2. "Verbal (featuring Mc Decimal R.)" – 3:55
3. "Chronic Tronic" – 6:07
4. "Searchers" – 5:45
5. "Hey Blondie" – 4:31
6. "Rosies" – 5:22
7. "Cosmo Retro Intro Outro" – 4:07
8. "Triple Science" – 4:48
9. "El Wraith" – 5:59
10. "Proper Hoodidge" – 5:25
11. "Mighty Micro People" – 5:48